# Aughnacloy
Aughnacloy es una localidad situada en el distrito de Mid Úlster de Irlanda del Norte (Reino Unido), con una población en 2011 de 1041 habitantes.
Se encuentra ubicada en el centro-sur de Irlanda del Norte, en el condado de Tyrone, a poca distancia al oeste del lago Neagh, el mayor de las islas británicas, y cerca de la frontera con República de Irlanda.